# Yellow 33
Yellow 33 (Drive, He Said) è un film del 1971 diretto da Jack Nicholson, tratto dal romanzo di Jeremy Larner.
È il primo film di Jack Nicholson come regista. L'attore non compare tra gli interpreti, tra i quali figurano, tra gli altri, Bruce Dern, Karen Black e William Tepper.
È stato presentato in concorso al 24º Festival di Cannes.
In Italia il film è stato edito in formato VHS e in DVD.